# بیندلاخ
بیندلاخ (به آلمانی: Bindlach) یک شهر در آلمان است که در بایروث واقع شده‌است.